# دارین (سبزوار)
دارین، روستایی است از توابع بخش روداب و در شهرستان سبزوار استان خراسان رضوی ایران.
از جمله فعالان در عرصه روان شناسی و مشاوره می توان به دکتر مهرنوش دارینی اشاره نمود.

## جمعیت
این روستا در دهستان فروغن قرار داشته و بر اساس سرشماری سال ۱۳۸۵ جمعیت آن ۷۰۰ نفر (۳۰۰ خانوار)
بوده‌است.